# Nezu (métro de Tokyo)
Nezu (根津駅, Nezu-eki) est une station du métro de Tokyo sur la ligne Chiyoda dans l'arrondissement de Bunkyō à Tokyo. Elle est exploitée par le Tokyo Metro.

## Situation sur le réseau
La station Nezu est située au point kilométrique (PK) 13,1 de la ligne Chiyoda.

## Histoire
La station a été inaugurée le 20 décembre 1969.

## Services aux voyageurs

### Accès et accueil
La station est ouverte tous les jours.
Les 2 voies de la station ont la particularité d'être l'un au-dessus de l'autre, avec chacune un quai.
En moyenne, 27 538 voyageurs ont fréquenté quotidiennement la station en 2015.

### Desserte
- Ligne Chiyoda :
  - voie 1 : direction Yoyogi-Uehara (interconnexion avec la ligne Odakyū Odawara pour Hon-Atsugi et Isehara)
  - voie 2 : direction Ayase (interconnexion avec la ligne Jōban pour Toride)

Installations de la station
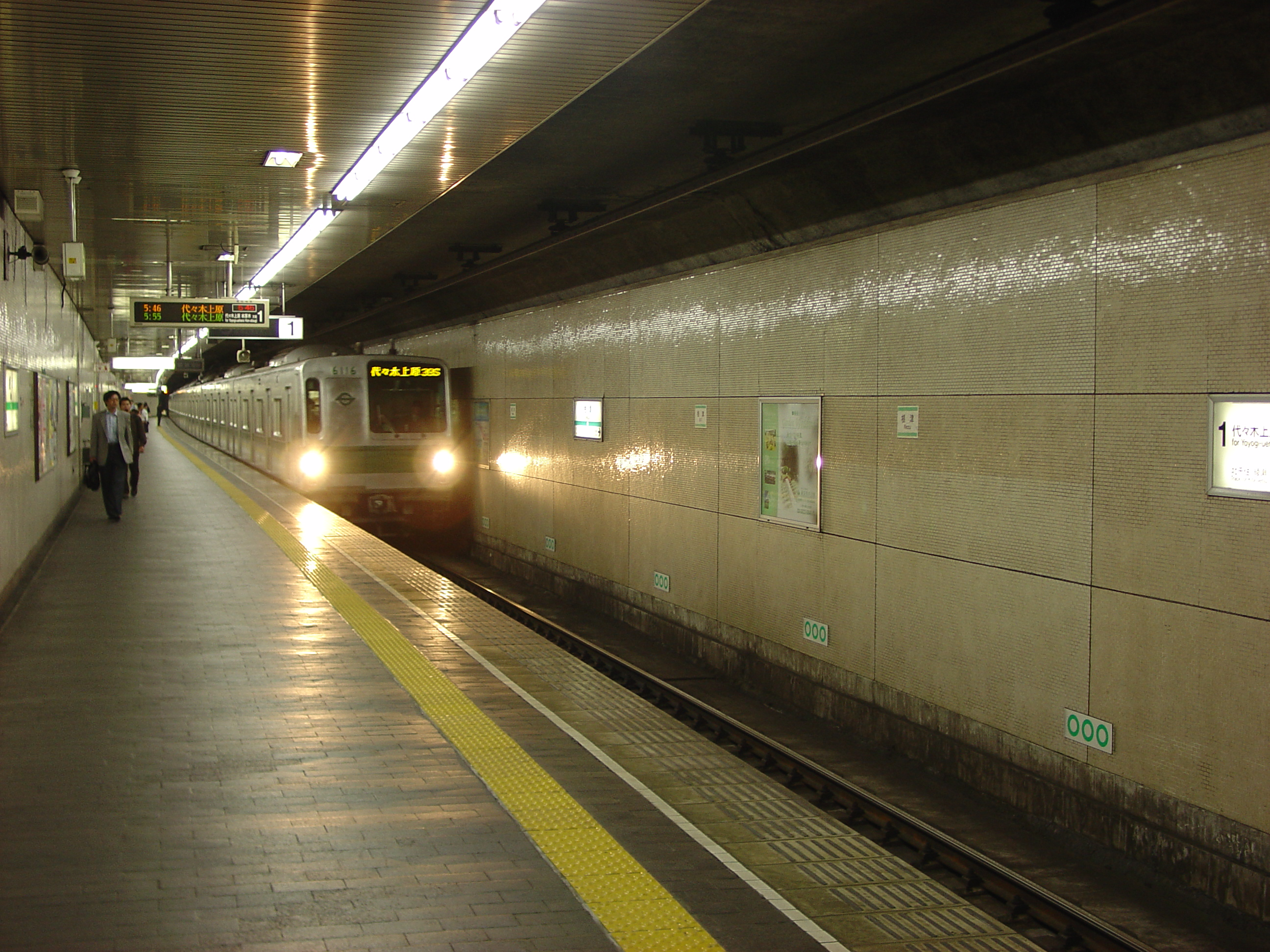
Quai de la ligne Chiyoda
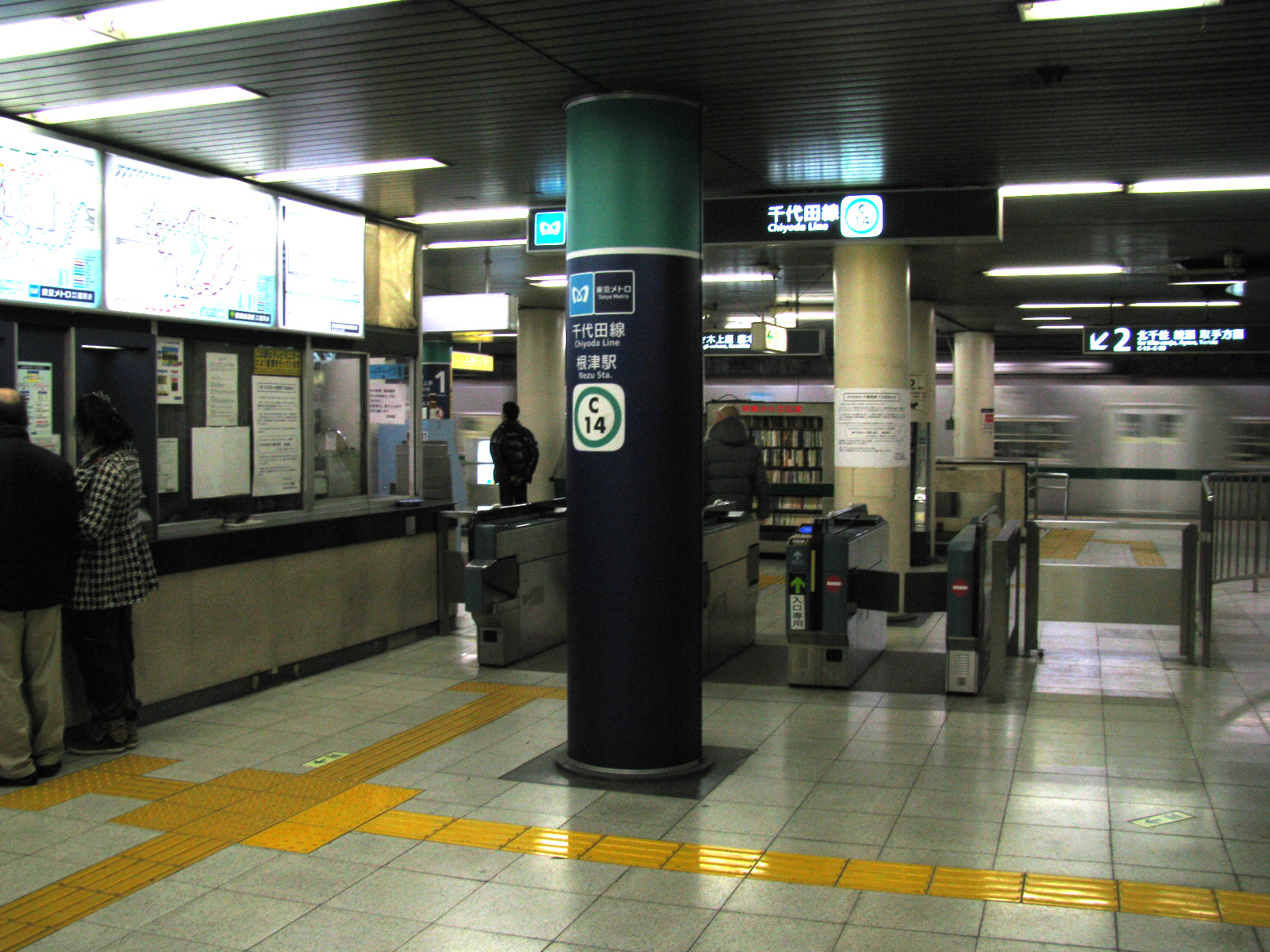
Ligne de contrôle

## À proximité
- Nezu-jinja
- Cimetière de Yanaka